# ديفيد بوخهولتس
ديفيد بوخهولتس (بالألمانية: David Buchholz)‏ (5 أغسطس 1984 - ) هو لاعب كرة قدم ألماني في مركز حراسة المرمى. لعب مع روت فايس إيسن.

## وصلات خارجية
- ديفيد بوتشولز على موقع قاعدة بيانات كرة القدم.إي يو (الإنجليزية)
- ديفيد بوتشولز على موقع Soccerway.com (الإنجليزية)
- ديفيد بوتشولز على موقع عالم كرة القدم.نت (الإنجليزية)